# Морсово
Морсо́во — село в Земетчинском районе Пензенской области России. Административный центр Морсовского сельсовета.

## География
Расположено 34 км к северо-западу от районного центра посёлка Земетчино. Через село протекает река Морсовка, приток Выши. Ж/д станция Морсово на линии Кустарёвка — Вернадовка.

## История
Перед отменой крепостного права в деревне Морсово показано имение графини Софьи Львовны Шуваловой. В конце XIX — начале XX века село входило в состав Салтыковской волости Моршанского уезда Тамбовской губернии. В 1880-е гг. здесь богатое имение Ольги Петровны Долгорукой. У нее 6250 десятин земли, в том числе 4700 леса и 300 десятин недавно вырубленного. Всю пашню, кроме пара, она сдавала в аренду, занимаясь разработкой лесных богатств, земледельческую специализацию помещица ввела в земетчинской части своего обширного имения. У крестьян в 1881 г. — 31 двор, 5 грамотных мужчин, учащихся не было, 85 десятин надельной земли, 66 десятин брали в аренду, 22 рабочих лошадей, 24 коровы, 37 овец, 6 свиней, один пчеловод (40 ульев), садов не было. Основной доход крестьяне получали от работы в помещичьей экономии. В 1913 г. в д. Марсово — лесное владение наследников Пашкова.
С 1928 года село являлось центром Морсовского сельсовета Земетчинского района Тамбовского округа Центрально-Чернозёмной области (с 1939 года — в составе Пензенской области). В 1926 г. — д. Морсово (114 дворов), ж.-д. станция Морсово (17). В 1934 г. — 121 двор, центральная усадьба колхоза «Дружный», при нем — поселок Морсовский, 12 дворов, 60 жителей, а также поселок центральной усадьбы совхоза «Морсовский», 14 дворов, 80 жителей. С 1941 по 1958 год село — в составе Салтыковского района, бригада колхоза имени Кирова.

## Население
| 1858  | 1862  | 1881  | 1897 | 1913 | 1926 | 1934 |
| ----- | ----- | ----- | ---- | ---- | ---- | ---- |
| 241   | ↗252  | ↘118  | ↗171 | ↗178 | ↗516 | ↗759 |
| 1959  | 1979  | 1989  | 1996 | 2002 | 2010 |      |
| ↗1778 | ↘1049 | ↘1014 | ↘801 | ↘650 | ↘575 |      |

На 1 января 2004 года в селе имелось 300 хозяйств, 633 жителя.

## Инфраструктура
В селе имеются Филиал МОУ Средняя общеобразовательная школа п. Пашково, дом культуры, фельдшерско-акушерский пункт, отделение почтовой связи, железнодорожный вокзал.

## Пригородное следование по станции
На станции Морсово проходит 3 пригородных пассажирских поезда в сутки (Вагон модели 61-4458 )
Поезд №6133 Пачелма - Земетчино меняется на поезд №6137 Земетчино - Морсово (стоянка 20 минут по станции Земетчино (по сведениям 01.01.2023г.))
Станция Морсово является конечной всех маршрутов.
| "Башкортостанская пригородная пассажирская компания" (БППК) |

| "Башкортостанская пригородная пассажирская компания" (БППК) |

## Коммерческие операции на станции
- Осуществляются пригородные перевозки пассажиров на  Земетчино, Вернадовку, Пачелму
-  Посадка и высадка на поезда местного и пригородного сообщения.

## Примечание
1. 1 2  Всероссийская перепись населения 2010 года. Численность и размещение населения Пензенской области
2. 1 2  На портале «Суслоны». Архивировано 29 июля 2012 года.
3. 1 2 3 4 5 6 7 8 9  Земетчинский район
4. ↑  Списки населённых мест Российской империи. XLII. Тамбовская губерния. По сведениям 1862 года — М.: 1866. — 186 с.
5. ↑  Населенные места Российской империи в 500 и более жителей с указанием всего наличного в них населения и числа жителей преобладающих вероисповеданий по данным первой всеобщей переписи населения 1897 г.: под ред. Н. А. Тройницкого — СПб.: 1905. — 270 с.
6. ↑  Всероссийская перепись населения 2002 года. Численность населения субъектов Российской Федерации, районов, городских поселений, сельских н
7. ↑  Расписание пригородных поездов. Дата обращения: 1 января 2023. Архивировано 1 января 2023 года.